# Vĩnh Thịnh, huyện Hòa Bình
Vĩnh Thịnh là một xã thuộc huyện Hòa Bình, tỉnh Bạc Liêu, Việt Nam.

## Địa lý
Xã Vĩnh Thịnh nằm ở phía nam huyện Hòa Bình, có vị trí địa lý:
- Phía đông giáp xã Vĩnh Hậu
- Phía tây giáp huyện Đông Hải
- Phía nam giáp Biển Đông
- Phía bắc giáp xã Vĩnh Mỹ A.

Xã Vĩnh Thịnh có diện tích 105,94 km², dân số năm 2022 là 17.407 người, mật độ dân số đạt 164 người/km².

## Hành chính
Xã Vĩnh Thịnh được chia thành 7 ấp: Vĩnh Bình, Vĩnh Hòa, Vĩnh Lạc, Vĩnh Lập, Vĩnh Kiểu, Vĩnh Mới, Vĩnh Tiến.

## Lịch sử
Ngày 25 tháng 7 năm 1979, Hội đồng Bộ trưởng ban hành Quyết định số 275-CP về việc thành xã Vĩnh Thịnh trên cơ sở một phần của xã Vĩnh Mỹ A.
Ngày 14 tháng 2 năm 1987, Hội đồng Bộ trưởng ban hành Quyết định số 33B-HĐBT về việc tách một phần diện tích và dân số của xã Vĩnh Hậu để sáp nhập vào xã Vĩnh Thịnh.
Xã Vĩnh Thịnh có 5.475 ha đất và 5.988 nhân khẩu.
Ngày 6 tháng 11 năm 1996, Quốc hội ban hành Nghị quyết về việc chia tỉnh Minh Hải thành tỉnh Bạc Liêu và tỉnh Cà Mau. Khi đó, xã Vĩnh Thịnh thuộc huyện Vĩnh Lợi, tỉnh Bạc Liêu.
Ngày 26 tháng 7 năm 2005, Chính phủ ban hành Nghị định số 96/2005/NĐ-CP về việc chuyển xã Vĩnh Thịnh thuộc huyện Vĩnh Lợi về huyện Hòa Bình mới thành lập quản lý.
Ngày 16 tháng 1 năm 2023, UBND tỉnh Bạc Liêu ban hành Quyết định số 85/QĐ-UBND về việc công nhận xã Vĩnh Thịnh đạt tiêu chuẩn đô thị loại V.

## Kinh tế - xã hội
Trong 5 năm của nhiệm kỳ 2015 – 2020, tăng trưởng kinh tế của xã bình quân đạt 10%/năm; thu nhập bình quân đầu người đạt 45,5 triệu đồng/ người/ năm, tỷ lệ hộ nghèo giảm còn 1,96%. Tỷ trọng trong cơ cấu kinh tế chuyển dịch đúng hướng: Nông nghiệp chiếm 48%; công nghiệp - xây dựng 21%, dịch vụ - thương mại 31%.
Nông nghiệp: Nghề nghiệp chủ yếu là nuôi trồng thủy sản và khai thác đánh bắt. Đời sống của một bộ phận nhân dân còn gặp hết sức khó khăn, nhất là dân nghèo sống trong rừng phòng hộ ven biển.
Thủy sản: Xã Vĩnh Thịnh có 9 km chiều dài giáp biển, là vùng đất ngập mặn, phù hợp cho phát triển sản xuất nuôi trồng, khai thác thủy sản và diêm nghiệp. Bên cạnh đó các mô hình sản xuất artemia hiện đang được chú trọng phát triển do mang lại hiệu quả kinh tế cao.
Công nghiệp: Xã có Khu công nghiệp dịch vụ cảng biển - Bạc Liêu: 1.000 ha và cụm công nghiệp Vĩnh Thịnh: 50 ha.
Xã có một chợ Cống Cái Cùng tại ấp Vĩnh Lạc.
Xã có một bưu điện Cái Cùng tại ấp Vĩnh Lạc.
Xã với diện tích tự nhiên là 9.998,26 ha, có dân số 3.587 hộ, bằng 15.330 khẩu (gồm 7.595 nữ, 7.735 nam. Trong đó có 412 hộ dân tộc với 2.055 khẩu. Lao động trong độ tuổi lao động là 11.026 người 5.563 nữ, 5.463 nam). Được phân bố tương đối đồng đều ở các ấp, đa phần sống dọc theo những tuyến sông, kênh rạch và các trục lộ giao thông trong xã chủ yếu với 3 dân tộc Kinh, Hoa, Khmer. Thời gian qua làm tốt công tác kế hoạch hóa gia đình, nên tỷ lệ tăng dân số hàng năm tương đối ổn định là 1,04%/năm.
Cuối năm 2019, toàn xã có 227 hộ thoát nghèo đạt 103,6%, và 103 hộ thoát cận nghèo. Như vậy số hộ nghèo toàn xã đến nay có 70 hộ, chiếm tỷ lệ 1,95%, 161 hộ cận nghèo, chiếm tỷ lệ 4,49%.
Các trường học trên địa bàn xã:
- Trường Tiểu học Vĩnh Thịnh A: ấp Vĩnh Mới
- Trường Tiểu học Vĩnh Thịnh B: ấp Vĩnh Mới
- Trường THCS Vĩnh Thịnh: ấp Vĩnh Lạc.

Xã có một trạm y tế Vĩnh Thịnh tại ấp Vĩnh Lạc.

## Văn hóa
Về văn hóa - xã hội được quan tâm thực hiện có hiệu quả hơn, nâng cao chất lượng đời sống vật chất và tinh thần cho nhân dân. Tình hình an ninh chính trị – trật tự an toàn xã hội được ổn định.
Vào những ngày đầu xuân, hàng năm nơi đây tổ chức Lễ hội nghinh Ông, đây là một hoạt động văn hóa truyền thống, là lễ hội văn hóa dân gian đặc sắc của ngư dân miền biển Cái Cùng, thể hiện tâm linh, tưởng nhớ công ơn Cá Ông – Vị thần tướng quân Nam Hải đã nhiều lần cứu ngư dân đi biển vượt qua sóng to gió lớn với mong muốn đánh được nhiều tôm cá, đem lại điềm lành và hạnh phúc cho mọi người. Lễ hội được tổ chức vào các ngày 8, 9, 10 tháng Giêng hằng năm.
Bên cạnh Lăng Ông hướng ra biển nhân dân còn xây dựng ngôi Chùa Bà, với bức tượng bà to lớn hướng ra biển Đông, với gương mặt hiền từ, phúc hậu cầu cho mưa thuận, gió hoà, mùa màng bội thu, nhân dân làm ăn phát đạt.